# (466300) 2013 QK18
(466300) 2013 QK18 es un asteroide perteneciente al cinturón de asteroides, descubierto el 18 de abril de 2009 por el equipo Spacewatch desde el Observatorio Nacional de Kitt Peak (Arizona, Estados Unidos).